# Kozlodoeï
Kozlodoeï, Kozlodoej of Kozloduy (Bulgaars: Козлодуй) is een stad en een gemeente in het noordwesten van Bulgarije, aan de rivier de Donau, in de oblast Vratsa. Met 11.666 inwoners (2019) is het de tweede stad van de oblast en een van de grotere plaatsen in Noordwest-Bulgarije. Op zo'n 5 kilometer afstand van de stad bevindt zich de Kerncentrale Kozloduy.

## Bevolking
Op 31 december 2019 telde de stad Kozlodoeï 11.666 inwoners, terwijl de gemeente 18.757 inwoners had. De gemeente Kozlodoeï bestaat naast de stad Kozlodoeï uit vier dorpen: Boetan (Бутан), Glozjene (Гложене), Kriva Bara (Крива бара) en Charlets (Хърлец). Op 31 december 2019 hadden deze dorpen samen 7.091 inwoners, variërend van 371 inwoners in Kriva Bara tot 2.552 inwoners in Boetan.
| stad Kozlodoeï     | 7 561  | 7 425  | 7 744  | 7 575  | 10 498 | 12 494 | 13 632 | 14 892 | 13 058 | 11 552 |
| gemeente Kozlodoeï | 19 370 | 19 637 | 20 241 | 20 216 | 18 689 | 23 506 | 23 939 | 24 367 | 21 180 | 18 546 |

### Religie
De laatste volkstelling werd uitgevoerd in februari 2011 en was optioneel. Van de 21.180 inwoners reageerden er 14.331 op de volkstelling. Van deze 14.331 respondenten waren er 10.767 lid van de Bulgaars-Orthodoxe Kerk, oftewel 90,1% van de bevolking. De rest van de bevolking had een andere religie of was niet religieus. 
| Religieuze samenstelling in februari 2011 | Religieuze samenstelling in februari 2011 | Religieuze samenstelling in februari 2011 | Religieuze samenstelling in februari 2011 | Religieuze samenstelling in februari 2011 |
| ----------------------------------------- | ----------------------------------------- | ----------------------------------------- | ----------------------------------------- | ----------------------------------------- |
|                                           |                                           |                                           |                                           |                                           |
| Bulgaars-Orthodoxe Kerk                   | Bulgaars-Orthodoxe Kerk                   |                                           | 75,1%                                     | 75,1%                                     |
| Katholieke Kerk                           | Katholieke Kerk                           |                                           | 0,9%                                      | 0,9%                                      |
| Protestantisme                            | Protestantisme                            |                                           | 0,6%                                      | 0,6%                                      |
| Islam                                     | Islam                                     |                                           | 0,3%                                      | 0,3%                                      |
| Geen                                      | Geen                                      |                                           | 8,5%                                      | 8,5%                                      |
| Anders/ Onbekend                          | Anders/ Onbekend                          |                                           | 14,6%                                     | 14,6%                                     |

## Sport
De stad heeft ook een voetbalclub, genaamd FK Botev Kozlodoeï.

## Zustersteden
Kozlodoeï is verzusterd met de volgende steden:
- Bechet, Roemenië
- Bosilegrad, Servië
- Kalofer, Bulgarije
- Putivl, Oekraïne
- Whitehaven, Verenigd Koninkrijk

Bestuurlijk centrum: Vratsa
 Borovan · Bjala Slatina  · Chaïredin  ·  Kozlodoeï · Krivodol · Mezdra  · Mizija  ·  Orjachovo · Roman · Vratsa